# Новинская хвоя
Новинская хвоя (бел. Новінская хвоя) — 270-летняя сосна , ботанический памятник природы местного значения в Ивацевичском районе Брестской области Белоруссии. Находится в Новинском лесничестве Телеханского лесхоза.
Статус ботанического памятника зафиксирован решением Ивацевичского районного исполнительного комитета № 1150 от 14 декабря 2007 года. Площадь памятника природы составляет 0,01 га. Памятник природы «Новинская хвоя» представлен единичным деревом сосны обыкновенной. Возраст дерева около 270 лет. Высота — 31 м, диаметр ствола — 90 см, окружность ствола 2,8 м. Памятник природы обозначен на местности оградой и информационной таблицей.
«Новинская хвоя» является самой старой сосной обыкновенной на северо-западе Припятского Полесья. Интересен памятник природы и тем, что находится вблизи от Огинского канала, где в Первую мировую войну проходила линия фронта между русскими и немецкими войсками. Согласно местной легенде уже тогда дерево использовалось в наблюдательных целях. Ещё сегодня недалеко от памятника природы сохранились окопы русских солдат.
В народе дерево уважительно называют «Царь-хвоёй».
Расположение: Новинское лесничество, квартал 56, выдел 60.